# Jean-Jacques Lacarrière
Jean-Jacques Lacarrière (né le 26 septembre 1766 à Port-Louis, île Maurice et mort à une date inconnue) est un homme politique français.

## Biographie
Il est le fils de René Le Floch de La Carrière, capitaine des vaisseaux de la compagnie en cette île, et d'Antoinette Le Maistre.
Élu député du Morbihan au Conseil des Cinq-Cents le 23 germinal an V, il est déporté après le Coup d'État du 18 fructidor an V.